# Джілл Кінтнер
Джілл Кінтнер  (англ. Jill Kintner, 24 жовтня 1981) — американська велогонщиця, олімпійська медалістка.

## Виступи на Олімпіадах
| Олімпіада  | Дисципліна | Місце |
| ---------- | ---------- | ----- |
| Пекін 2008 | BMX        | 3     |